# منظمة Rise99
Rise99 هي منظمة حركة اجتماعية تقدمية تأسست عام 2012، تهدف إلى «استعادة الديمقراطية من هيمنة الأموال الكبيرة». وفقًا لموقعهم على الويب، فإن من مبادئهم 10 هي: اللاعنف، والوحدة الاستراتيجية، والرسالة المشتركة، والهيكل اللامركزي، والتعاون الديمقراطي، والشمول، والتعددية، والقيادة كخدمة، التطوع، والانتماء المفتوح. الهيكل الحكيم، Rise99 هي منظمة لا مركزية لها قيادة موزعة تمتد في جميع أنحاء الولايات المتحدة. تقوم المنظمة بوضع النشطاء والمنظمين من خلال تدريبات الحمض النووي المفصلة لمدة يومين، وثم تضع التدريبات الأساسية على الإنترنت، والتوجهات الشهرية عبر الإنترنت من أجل تزويد كل عضو بالأدوات اللازمة لمواصلة نشر رسالة منظمتهم. منذ تشكيل الحركة، استطعت المنظمة جذب انتباه وسائل الإعلام من خلال الاحتجاج أثناء جلسات المحكمة العليا ومقاطعة دونالد ترامب في نقاش الحزب الجمهوري عام 2016. 

## الإستراتيجية
تسعى منظمة Rise99 لاستعادة الديمقراطية من هيمنة الأموال الكبيرة من خلال نهج من خمس مراحل:  
1. (قبل أبريل 2016) المنظمة قامت بإعداد وتجهيز كل ناشط من خلال التدريبات الشاملة، وتمارين بناء الفريق، واجتماعات القيادة.
2. (أبريل 2016 - سبتمبر 2016) المشاركة في أشكال العصيان المدني لجذب انتباه القيادة السياسية خلال انتخابات 2016. على سبيل المثال، قامت المنظمة بتعطيل المحكمة العليا في 1 أبريل 2015 ودونالد ترامب في مناقشة الحزب الجمهوري.
3. (سبتمبر 2016 - ديسمبر 2016) حشد الأعضاء للخروج وانتخاب الممثلين والرئيس الذي سيكون بطلهم للأسباب التي يقاتلون من أجلها.
4. (يناير 2017 - ديسمبر 2017) مساءلة الكونجرس والرئيس والهيئات التشريعية للولاية عندما يتعلق الأمر بتلبية مطالبهم باستعادة الديمقراطية. إذا لم تلب هيئات الإدارة مطالبها بالإصلاح الدستوري والتشريعي، فاشترك في أشكال العصيان المدني و / أو عدم التعاون الجماعي.
5. (يناير 2017 - نوفمبر 2018) مراقبة وتنفيذ برنامج الإصلاح حتى يتم سنه. مزيد من تصعيد العصيان المدني إذا لزم الأمر.

## القيادة
كاي نيوكيرك هو المؤسس المشارك والأكثر وضوحا في منظمة Rise99. بينما يدرك نيوكيرك صعوبات مهمة المنظمة، فإنه يشدد على أن هناك انتصارات مهمة أصغر يمكن تحقيقها لاستعادة بعض النزاهة في العملية السياسية. يريد نيوريوك الضغط على الحكومة من أجل اعتماد قوانين الكشف لمعالجة مشكلة الأموال المظلمة ويريد إنشاء نظام قسائم ديمقراطية من شأنه أن يعطي ائتمان ضريبي للناخبين للسماح لكل ناخب بتوجيه 50 دولارًا أو 100 دولار إلى مرشح من اختيارهم. وهو يعتقد أن هذين الانتصارين سيكونان خطوة في الاتجاه الصحيح نحو تحقيق هدفهما النهائي المتمثل في استعادة الديمقراطية من قوة الأموال الكبيرة.

## أعمالهم

### المحكمة العليا احتجاجات السمع

#### 21 يناير 2015
احتجت مجموعة من سبعة نشطاء من أعضاء Rise99 خلال جلسة استماع في المحكمة العليا. اختاروا هذا اليوم لتعطيل المحكمة لأنهم كانوا يدينون الحكم في قضية Citizens United الذي حدثت قبل خمس سنوات من هذا اليوم. في تقرير بعد الحادث، لاحظ أعضاء المنظمة أن دراسة برينستون انتهت بأن المواطن الأمريكي العادي «كان له تأثير شبه إحصائي غير مهم من الناحية الإحصائية على السياسة العامة». عرف الأعضاء ان الاضطراب في المحكمة كان أحد الطرق التي يمكنهم من خلالها التأثير، أو لفت الانتباه إلى السياسة العامة التي يجدونها غير عادلة. بعد هذا الاضطراب مباشرة، تمت مرافقة النشطاء خارج قاعة المحكمة ووجهت إليهم تهمة إعداد خطاب رسمي داخل المحكمة. المتهمون هم أندرو باتشر وإيرانديرا جونزاليس ومارجريت جونسون وألكسندرا فلوريس كويلتي وكاثرين فيليبسون وكيرت ريس وماري زايسر. قام العضو الثامن في قاعة المحكمة، ريان كلايتون، باستخدام كاميرا خفية لتصوير الحادث. وحتى الآن لا نعرف ما هي العقوبة التي سيتلقاها كلايتون.  

#### 1 أبريل 2015
احتجت مجموعة من خمسة نشطاء من منظمة Rise99 خلال جلسة استماع أخرى في المحكمة العليا. وقف أعضاء الـمنظمة وقالوا «نطالب بالديمقراطية. شخص واحد، صوت واحد». بعد ذلك مباشرة، تم التعامل معهم واعتقالهم. يواجهون الآن تهمتين: الاعتصام بقصد التداخل وعرقلة إقامة العدل وإقامة صراع أو خطاب رسمي.  يعد تاريخ الاحتجاج، 1 أبريل 2015، ذا أهمية أيضًا لأنه ذكرى مرور عام على صدور حكم المحكمة العليا في ماكوتشون ضد لجنة الانتخابات الفيدرالية. القرار «ألغى الحدود الإجمالية للمبلغ الذي يمكن أن يساهم به الفرد خلال فترة عامين لجميع المرشحين الفيدراليين والأحزاب ولجان العمل السياسي مجتمعين.»  تزعم منظمة Rise99 أن هذا الحكم أعطى 1 ٪ المزيد من القوة للسيطرة على ديمقراطيتنا من خلال التبرعات السياسية من خلال التخلص من القيود التي كانت قائمة في السابق والتي تبلغ 123400 دولار والتي قد يساهم بها أحد المرشحين، أو PACs أو الأحزاب. 

### مناقشة مقاطعة الحزب القديم
خلال نقاش الحزب الجمهوري عام 2016، وقف كاي نيوكيرك، أحد مؤسسي المنظمة، وقاطع دونالد ترامب.   في حين أن هناك تقارير متضاربة حول ما قاله نيوكيرك، تزعم المصادر أنه تحدث عن انتخابات نزيهة بدلاً من الانتخابات التي يسيطر عليها الملياردير.   وتمت إزالته فورًا من المكان بعد الاضطراب. 

### مسيرة للديمقراطية عبر كاليفورنيا
في 17 مايو 2014، بدأ أعضاء منظمة Rise99 رحلتهم التي تبلغ 480 ميلًا من قاعة مدينة لوس أنجلوس إلى عاصمة الولاية في ساكرامنتو، كاليفورنيا. حيث دعت المسيرة إلى ثلاثة تغييرات ملموسة في التشريع: 
1. النظر في تعديل يوقف تأثير الأموال الكبيرة على النظام السياسي الأمريكي.
2. النظر في مشروع قانون مجلس الشيوخ 1272 (SB1272) - السماح للناخبين في كاليفورنيا بفرصة التعاون واقتراح مثل هذا التعديل كما هو مذكور أعلاه، ومجلس تشريعي كاليفورنيا للتصديق عليه بتمرير مشروع قانون لمجلس الشيوخ.
3. النظر في قانون الإفصاح - وقف الأموال المجهولة في الانتخابات.